# Roger Lescot
Pour les articles homonymes, voir Lescot.
Roger Lescot, né le 18 mars 1914 à Lyon 7e et mort le 3 février 1975 à Paris 13e, est un linguiste et un orientaliste français. Il est connu principalement pour ses traductions et ses travaux consacrés à la littérature et à la langue kurdes.

## Biographie
Roger Lescot naît le 18 mars 1914, dans le 7e arrondissement de Lyon. Il effectue des études de Lettres et sort diplômé de l'école des sciences politiques et de l'École des langues orientales, où il obtient les diplômes d'arabe, de turc et de persan.  

### Carrière diplomatique
Dès 1935, il est chargé de mission à l'Institut français de Damas. Il exerce les fonctions de Directeur de l'École d'arabe de Damas (1941-1942) et de Directeur de l'Institut français de Damas (1942-1944). En 1944, il intègre le ministère des Affaires étrangères français, et devient ambassadeur et ministre plénipotentiaire. Il est ensuite envoyé à Tunis (1944-1945), puis à Mexico (1953), à l'administration centrale, à Téhéran et en Jordanie (1962).

### Kurdologie et cause kurde
Dès 1935, il commence à s'intéresser à la langue et à la culture kurdes et il prévoit d'écrire une thèse sur les Kurdes. En 1936, il se rend à plusieurs reprises chez les Yézidis du nord syrien.
La collaboration entre Lescot et les Kurdes dépasse le cadre intellectuel. En effet, Lescot est un diplomate au service de la France. En 1940, il rédige un rapport intitulé Bases éventuelles d'une politique kurde, où il propose un soutien au mouvement kurde, afin d'enrayer la propagande soviétique en direction du Moyen-Orient. Lescot propose donc de réorganiser les cours de langue kurde dans les provinces syriennes sous mandat français, y compris à Damas, d'imprimer des manuels scolaires et même de journaux et de revues en kurde. Quelques mois plus tard, l'intellectuel kurde Kamuran Bedir Khan, avec qui Lescot est en contact, adresse une requête au Haut Commissariat français, allant dans le même sens et s'appuyant sur les mêmes argument que Lescot. Le groupe des intellectuels kurdes regroupés autour des Bedir Khan reçoit une réponse positive de l'administration mandataire. Les revues Hawar, Ronahî et Roja Nû vont alors pouvoir étendre leur lectorat en Syrie. Lescot livre des contributions en français à ces périodiques .
La fin du Mandat français au Levant, en 1946, mettra un terme à cette politique française pro-kurde. Toutefois, les diplomates et chercheurs comme Roger Lescot, Pierre Rondot et Thomas Bois maintiendront leurs liens d'amitiés et leur collaboration avec les intellectuels et patriotes kurdes. 
Roger Lescot laisse des études de valeur consacrées à la langue, à la littérature et à différents aspects de la culture kurde, notamment son Enquête sur les Yézidis. En collaboration avec le linguiste kurde Celadet Bedir Khan (frère aîné de Kamuran Bedir Khan), inventeur de l'alphabet kurde latin, dit « alphabet Hawar », il rédige une grammaire kurde qui paraît d'abord à Damas, puis sera rééditée à Paris en 1992.

## Travaux

### Œuvres spécialisées
- Enquête sur les Yézidis de Syrie et du Djebel Sindjar. Beyrouth. Imprimerie Catholique / Paris, Leroux, 1938.
- « Proverbes et énigmes kurdes », Revue des études islamiques, IV, Paris, 1937, p. 307-350.
- « Le Kurd Dagh et le mouvement mouroud », Studia Kurdica (1988), p. 101–25.
- « Le roman et la nouvelle dans la littérature iranienne contemporaine », Bulletin d’études orientales, T. 9, 1942–1943, S. 83–101
- « Littérature Kurde », dans Encyclopédie de la Pléiade : Histoires des Littératures, Paris, Gallimard, 1977.
- Emir Djeladet Bedir Khan et Roger Lescot, Grammaire kurde (Dialecte kurmandji), Paris, Jean Maisonneuve, 1992 (1re  éd. 1968), 374 p.  (ISBN 2-7200-1083-9).

### Traductions
- Anthologie de la poésie persane, XIe – XXe siècle. Textes choisis par Z. Safâ, traduits par Gilbert Lazard, Roger Lescot et Henri Massé. Gallimard (Collection Unesco d’œuvres représentatives. Série persane), Paris 1964.
- Anthologie de la poésie populaire kurde. Présentée par Gérard Chaliand, traductions de Gérard Chaliand et de Roger Lescot. Stock, Paris 1980.
- Sadegh Hedayat, La Chouette aveugle. Roman traduit du persan par Roger Lescot. Corti, Paris 1953.
- Mamé Alan. Épopée kurde. Texte établi, traduit du kurde et présenté par Roger Lescot. Préface de Kendal Nezan. Gallimard (L’aube des peuples), Paris 1999.

### Scénario
- 1961 : Cyrus le Grand, court métrage réalisé par Féri Farzaneh